# Sam Silverman
Sam Silverman est un promoteur de boxe américain né le 25 décembre 1909 et mort dans un accident de la route le 9 juillet 1977.

## Biographie
Considéré comme le promoteur le plus prolifique de la Nouvelle-Angleterre avec plus de 10000 combats organisés en plus de 40 ans de carrière, il a notamment été à l'origine de 32 des 49 combats de Rocky Marciano et au total de 25 championnats du monde parmi lesquels DeMarco-Basilio, DeMarco-Saxton, Pender-Robinson et Saddler-Collins.

## Distinction
- Sam Silverman est membre de l'International Boxing Hall of Fame depuis 2002[1].